# ナッサウ・ライン鉄道
ナッサウ・ライン鉄道（ドイツ語: Nassauische Rheinbahn）はドイツ連邦共和国ヘッセン州の州都ヴィースバーデンとラインラント＝プファルツ州ラーンシュタインを結ぶ鉄道路線である。この路線はライン川右岸線の南側部分に当たる。

## 歴史

### ライン・ウント・ラーン鉄道会社および国有化
タウヌス線が1840年開通された後で、ケルン起業家の主導でライン川右岸の鉄道建設計画が1844年から1846年まで模索された。1852年ヴィースバーデン鉄道会社が設立されて、後にナッサウ・ライン・ウント・ラーン鉄道会社（Nassauische Rhein- und Lahn Eisenbahn-Gesellschaft）と改称された。1853年6月23日に鉄道会社は敷設許可をナッサウ公国から獲得した。ヴィースバーデン - リューデスハイム区間は1854年2月17日に着工され、1856年8月11日に開通された。ヴィースバーデンの終点は当初、ビーブリヒ＝モースバッハ駅（現在ヴィースバーデン・ビーブリヒ駅）で、1857年2月11日にこの路線はヴィースバーデン・ライン駅まで延長された。
1855年頃以来ナッサウ・ライン・ウント・ラーン鉄道会社は財政難に陥った。1858年10月14日にナッサウ公国政府は建設免許を無効化して、ナッサウ国有鉄道を設立した。国家による鉄道建設は1858年11月3日の法律に基づいていた。1861年5月2日あるいは6月13日に、公国政府は既存のヴィースバーデン - リューデスハイム区間を引き受けた。1860年にプロイセンはこの路線を北部のプロイセン鉄道網に接続し、ナッサウは自国領土のケルン - ギーセン間鉄道建設を許可するのを認定した。
1862年2月22日にナッサウ邦有鉄道線はリューデスハイム - オーバーラーンシュタイン間を開通して、1864年6月3日にこの区間をニーダーラーンシュタイン経由でコブレンツ駅まで延長した。1864年6月3日にホルヒハイム鉄道橋が開通されるまで、1862年下半期より2年間、鉄道連絡船がオーバーラーンシュタイン駅からライン川左岸のケーニッヒスバッハ駅まで運営された。この船は主にラーン流域から鉱石を輸送し、ルール地方の石炭を産業団地に供給する役割りを果たした。ライン＝ナーエ鉄道会社（Rhein-Nahe Eisenbahn-Gesellschaft）の路線は、1861年11月以来鉄道連絡船でリューデスハイムとビンゲンの間に接続された。その結果、ライン=マイン地方とザール地方の間で商品が交換され、とりわけザール石炭の新しい販売区域が生成された。1866年普墺戦争でナッサウ公国が独立国家としてプロイセンに合併されたことで、プロイセンとナッサウの長期間の鉄道紛争はついに終結した。
1900年以来プロイセン国有鉄道によって旅客フェリーのみが運航されて、その後ドイツ国営鉄道により1932年まで運営された。1906年11月15日にヴィースバーデン・ライン駅はヴィースバーデン新駅舎の開業で移転された。1915年9月1日ヒンデンブルク鉄道橋が完工された。

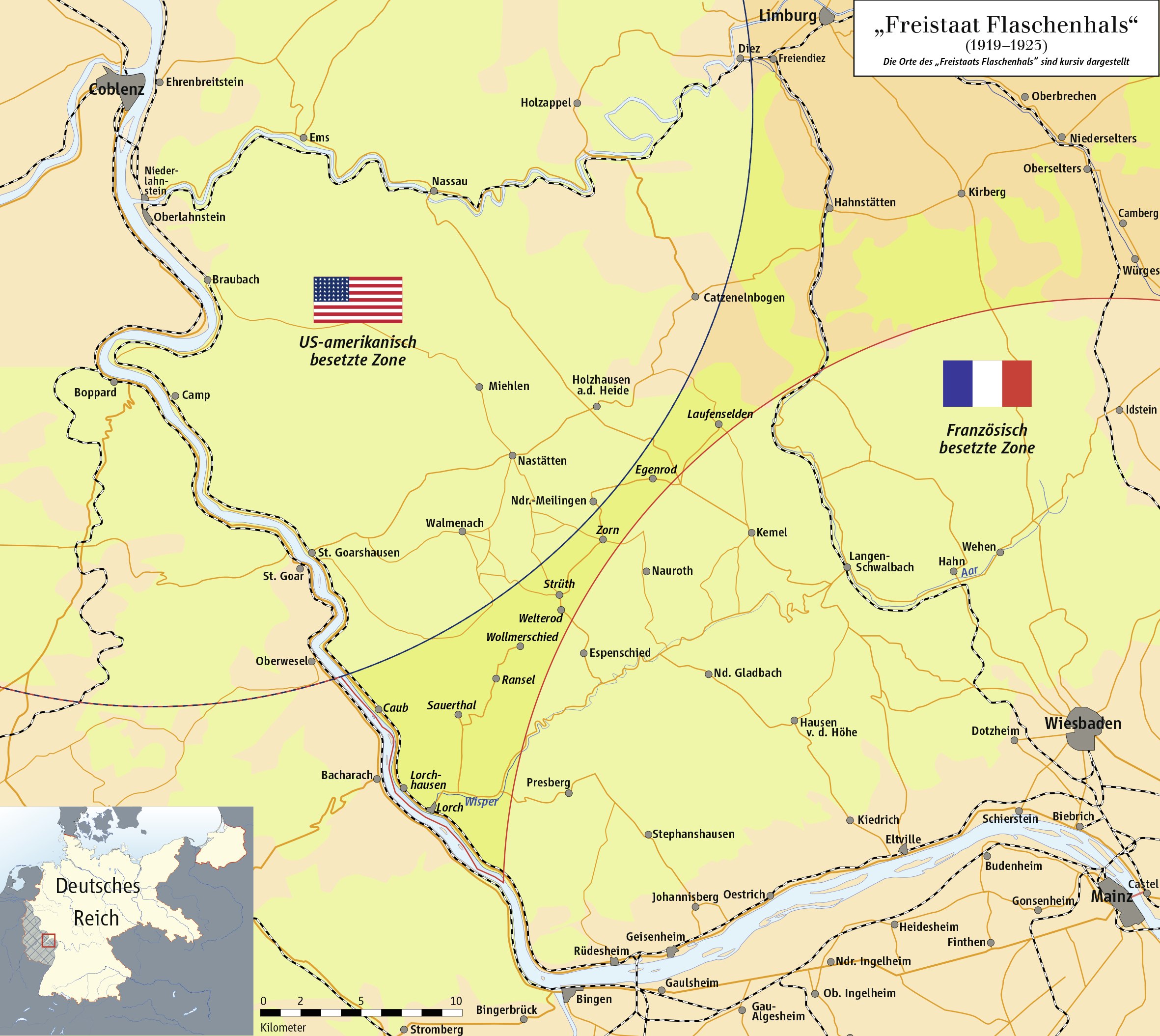
1919年の占領地域の状況

第一次世界大戦の終戦直後、この路線の南側はフランス軍が、北側はアメリカ軍が占領することとなって、中間のおよそ15 km区間はボトルネック自由国に属した。その区間では列車が走行できなくなったが、1919年1月9日に無停車通過の条件で列車の通行が再開された。

### ドイツ連邦鉄道
1959年から1961年までローレライおよびロースシュタイントンネルの複線化のための拡張工事が実行された。新しい単線トンネルは既存のトンネルと別として建設された。
1965年7月19日付きにDrS2モデルのボタン方式制御盤がローレライ信号場に設置された。同時に腕木式信号機は色灯式信号機に取り替えられた。ザンクトゴアールスハウゼン駅にも新型制御盤と信号灯が設置された。1969年3月17日付きにザンクトゴアールスハウゼン駅の運転指令室でローレライ信号場の列車通行は統制可能になった。

### ドイツ鉄道
ローレライ及びロースシュタイントンネルの改築工事が2003年12月に開始されて、2005年6月6日に完了した。2007年12月に電子式信号扱い所「右のライン」（Rechter Rhein）の運営が開始された。2009年の年末年始の3週間と2010年夏季休暇の6週間、包括的な大工事がコブレンツ-ヴィースバーデン間で行われた。そのため旅客及び貨物運送が封鎖された。
2013年6月9日にウィーン地方鉄道の空の車運車一部が脱線して、その結果、鉄道施設および連邦道はロルファーからリューデスハイム方面におよそ10 kmほど損傷された。脱線した一部貨車のため、運転指令所のケーブル導管は破壊された。人命被害は発生しなかった。
2021年3月15日にローレライ付近のケステルト町で崖崩れが発生して、一週間に鉄道も並行する連邦道も封鎖された。すべり面にほぐれた岩石の場合、現場整理のために部分的な爆破が必要であった。高さ6 m・長さ100 mの擁壁が現場で建設された後に、同年5月9日に列車運行が再開された。

## 運行形態
現在ライン川右岸線の一部であるナッサウ・ライン鉄道は、鉄道貨物輸送の主な経路である。旅客輸送の場合、Vias鉄道所属の中距離列車が走行している。また、この路線はライン川左岸線が通行止めとなる場合、迂回経路としても機能する。
地域輸送の場合、ニーダーザクセン - カウプ間はライン＝モゼル運輸連合（Verkehrsverbund Rhein-Mosel, VRM）の管轄下にある。ローヒハウゼン - ヴィースバーデン間の運賃システムはライン＝マイン運輸連合（Rhein-Main-Verkehrsverbund, RMV）に属しており、特にニーダーヴァルーフ - ヴィースバーデン間はライン＝ナーエ運輸連合（Rhein-Nahe Nahverkehrsverbund, RNN）との共通区域である。
- 快速列車（RE 9）; フランクフルト中央駅 - マインツ・カステル - ビーブリヒ - エルトヴィレ。通勤時間帯運行。
- 普通列車（RB 10）; フランクフルト中央駅 - マインツ・カステル - ヴィースバーデン中央駅 - ビーブリヒ - シアーシュタイン - ニーダーヴァルーフ - エルトヴィレ - エルバッハ - ハッテンハイム - オェストリヒ＝ヴィンケル - ガイゼンハイム - リューデスハイム - アスマンスハウゼン - ロルヒ - ロルヒハウゼン - カウプ - ザンクトゴアースハウゼン - ケステルト - カンプ＝ボルンホーフェン - フィルゼン - オスタースパイ - ブラウバッハ - オーバーラーンシュタイン - ニーダーラーンシュタイン - コブレンツ中央駅 - ノイヴィート。60分間隔（通勤時間には部分的に30分間隔）。私設鉄道のVIAS所属。使用車両はFLIRT。